# Kostel Panny Marie Růžencové (Černová)
Kostel Panny Marie Růžencové je římskokatolický kostel v Černové, městské části Ružomberku. Váže se k osobnosti černovského rodáka Andreje Hlinky, který inicioval výstavbu kostela. Při pokusu o jeho posvěcení 27. října 1907 došlo k tragické události známé jako Černovská tragédie.
Objekt reprezentuje neogotickou sakrální tvorbu slovenského architekta Milana Michala Harmince. Architektura kostela je urbanistickou a krajinářskou dominantou Černové, dotváří jeho charakteristickou siluetu. 

## Historie kostela a farnosti
Na výstavbu filiálního kostela byla koncem prosince 1905 vypsána a  provedena veřejná sbírka v Černové. Práce byla zadána začínajícímu mladému slovenskému architektovi Milanu Michalovi Harmincovi. Stavba začala v roce 1906 a trvala necelé dva roky. Vysvěcení nového kostela bylo určeno na neděli 27. října 1907. Vzhledem ke sporům mezi Andrejem Hlinkou a spišským biskupem Alexandrem Párvym, které vyústily do Hlinkovy suspendace, nesměl černovský rodák osobně posvětit kostel. Vesničané se snažili zabránit příchodu kněží, kteří byli určeni posvětit kostel a při následném zákroku četníků bylo usmrceno 15 osob.
Kostel byl posvěcen až v roce 1910. V roce 1929 byla v Černové zřízena samostatná farnost a kostel se stal farním kostelem.

## Popis
Kostel je postaven na mírné vyvýšenině, východně od středu obce Černová. Vstup do kostela je ze západní strany. Chrám je jednolodní stavba s transeptem s polygonálním uzávěrem presbyteria. Na západním průčelí je postavena mohutná oktogonální věž.
Půdorys kostela má tvar latinského kříže. Kapacita kostela je asi 250 míst k sezení. Presbytář je polygonální, pětiúhelníkový, zaklenutý žebrovou klenbou, dosedají na konzole s rostlinnou ornamentikou. Klenba křížení transeptu je hvězdicová, po bocích valená s lunetami. Loď je zaklenuta dvěma poli křížové klenby. Klenby dosedají na hlavice sdružených soklů. Vestavěná empora, přístupná vnitřním schodištěm má dřevěný parapet, je nesena sloupy s rostlinnými hlavicemi, situovaná je v hloubce poloviny hlavní lodi kostela. Původně měla dřevěnou konstrukci, v roce 1983 byla staticky a stavebně upravena. Dva sloupy empory, nacházející se v lodi kostela, mají kruhový průřez.
Fasády v interiéru objektu jsou hladké, bez plastického členění, členěné jsou jen okenními otvory a sokly. Vnější fasády jsou hladké, dělené jen okenními a dveřními otvory. Okenní a dveřní otvory hlavního vstupu a vstupu do věže mají lomený, převýšený oblouk. Otvory oken mají šikmé ostění, otvory v lodi a ve svatyni jsou lancetové. Okenní otvory transeptu, orientované na jižní a na severní stěně jsou sdruženy, rozděleny meziokenním pilířem na dvě části (biforium). Hlavní vstup do kostela ze západní strany má profilovaný neogotický portál. V redukované podobě je realizován i portál bočního vstupu ze západní strany transeptu. Kordonovou římsu tvoří trojúhelníkový tympanon se zubořezem. Ve vrcholech tympanonů je umístěna křížová kytice.
Kolem celého objektu obíhá sokl přerušený vstupními otvory. Před hlavním vstupem bylo vybudováno předložené přímočaré schodiště. Střecha věže, jakož i zastřešení oktogonálního schodiště je jehlanové s trojúhelníkovým tympanonem ve spodní části. Boční fasády jsou členěny neogotickými okny, opěrnými pilíři a podstřešní římsou se zubořezem.
Z jižní strany je k objektu přistavěná sakristie. Ze severní strany je nově přistavěna plynová kotelna.
Výmalba interiéru z roku 1913 je od Jozefa Hanuly. Vnitřní mobiliář je původní, neogotický.
Na hlavním oltáři se nachází socha patronky kostela Panny Marie na rukou s děťátkem Ježíškem, která podává růženec svatému Dominikovi a Kateřině Sienské. Po stranách hlavního výjevu jsou sochy svatého papeže Klementa a svatého Vendelína. Na dvou bočních oltářích se nacházejí výjevy božského Srdce Ježíšova s apoštoly Petrem a Pavlem a svatým apoštolem Ondřejem s hlasateli víry svatým Cyrilem a svatým Metodějem. Na třech oknech v lodi jsou vitráže zobrazující svaté a v jejich dolní části biskupa Jána Vojtaššáka a Andreje Hlinku. Nástěnné fresky znázorňují vybrané světce, jako např. svatý František z Assisi, svatá Ludmila, svatý Svorad a Benedikt apod. V 50. letech 20. století byly namontovány věžní hodiny.
Dlažby v lodi jsou keramické, které nahradily původní po instalaci podlahového vytápění. V sanktuáriu je kamenná dlažba, která byla realizovaná v roce 1984. V roce 2006 věřící pod vedením místního faráře Josefa Trstenského provedli opravu interiéru kostela, při níž bylo obnoveno topení, zpovědní místnost, lavice a sakristie. Zároveň byla přistavěna kotelna s přípojkou vody, WC a skladové prostory.

## Galerie

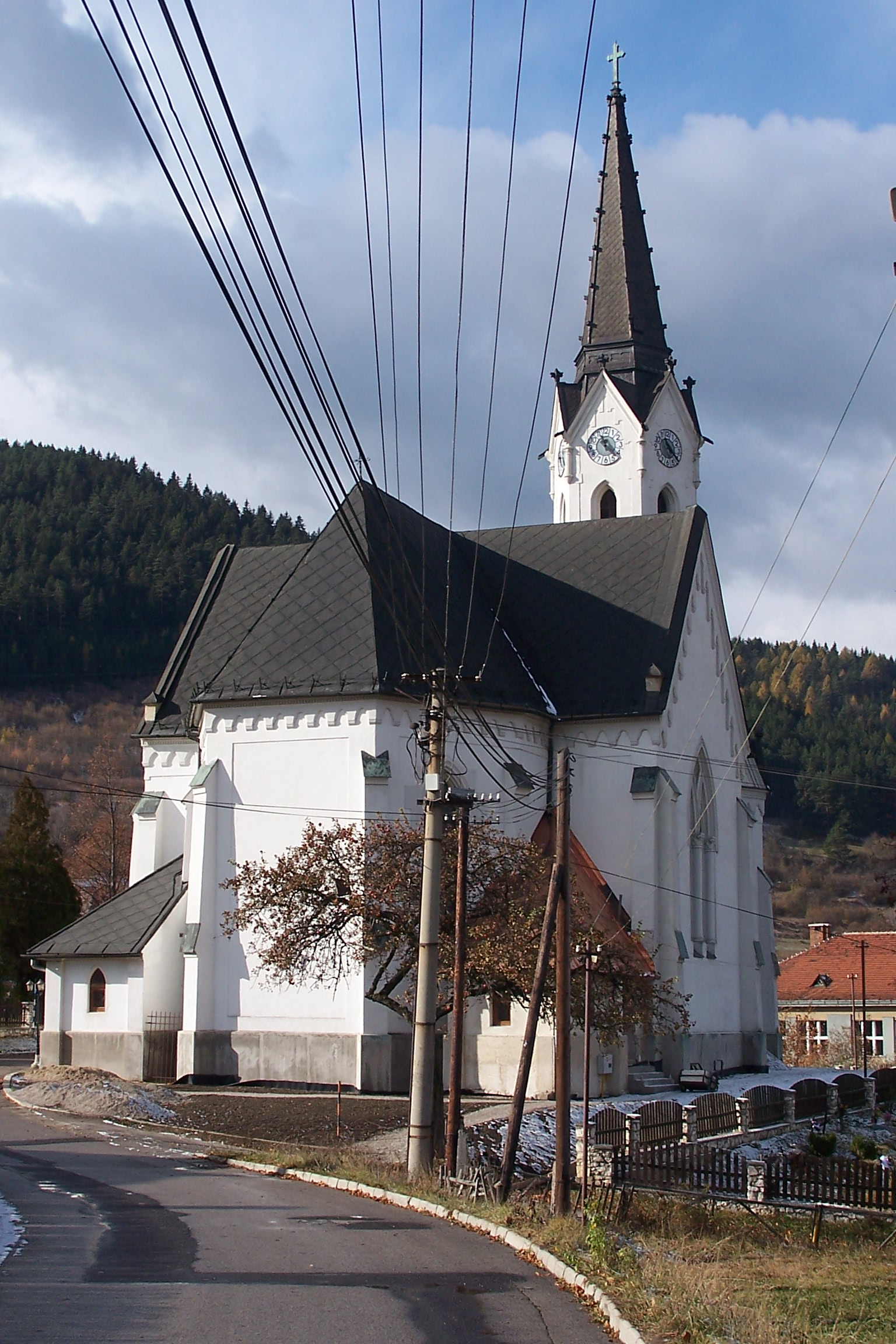
Kostel Panny Marie Růžencové
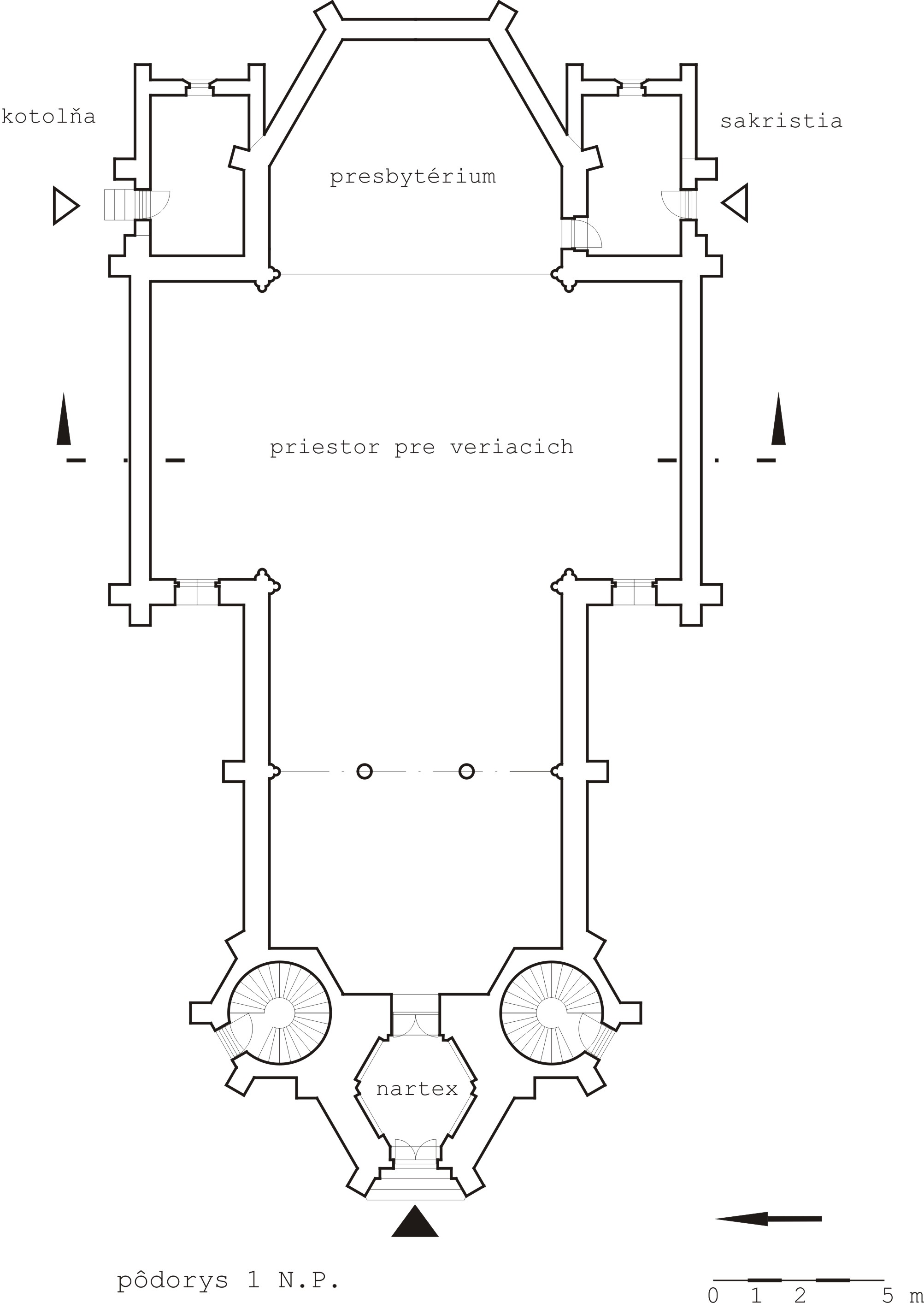
půdorys kostela
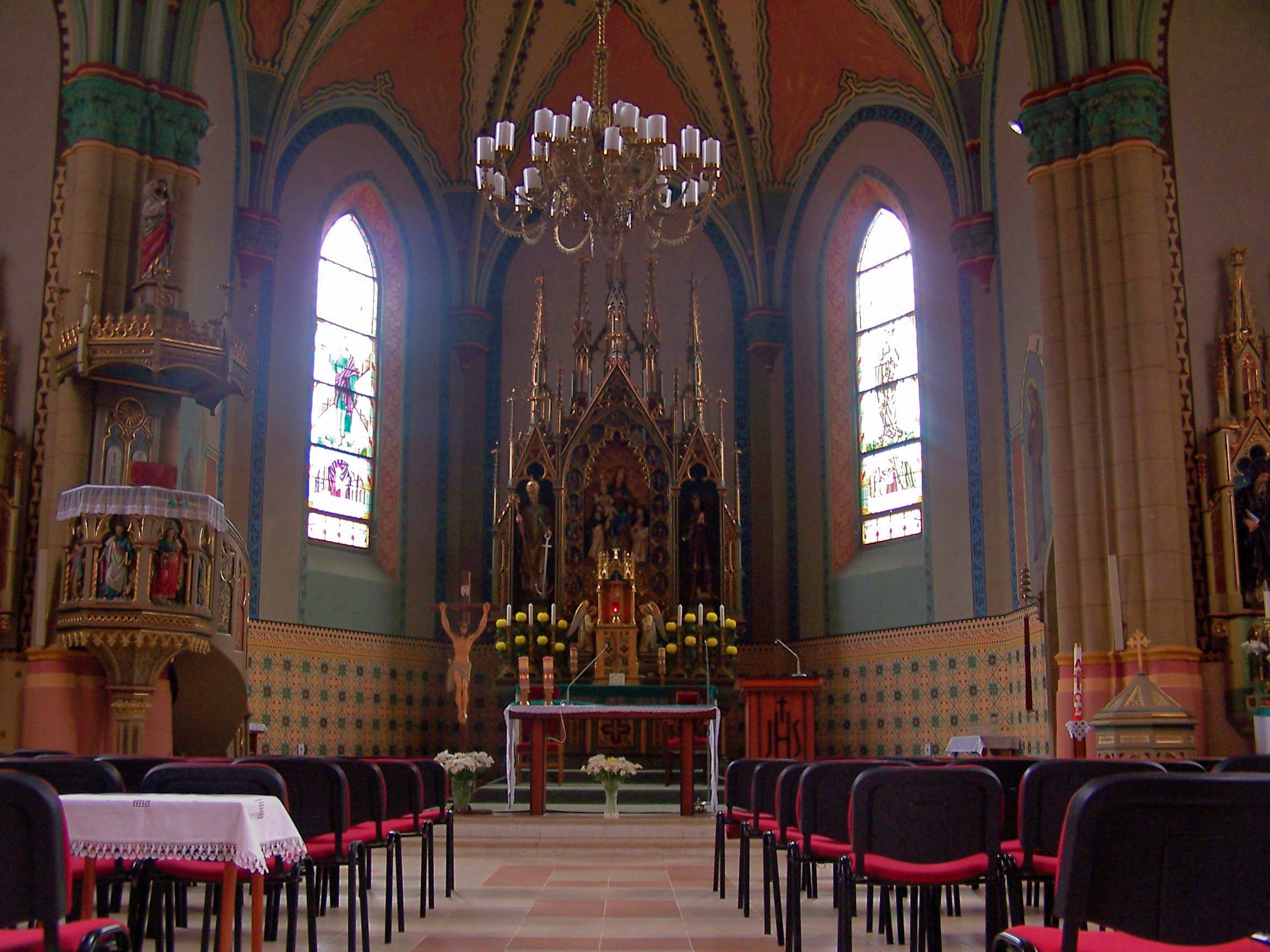
interiér kostela
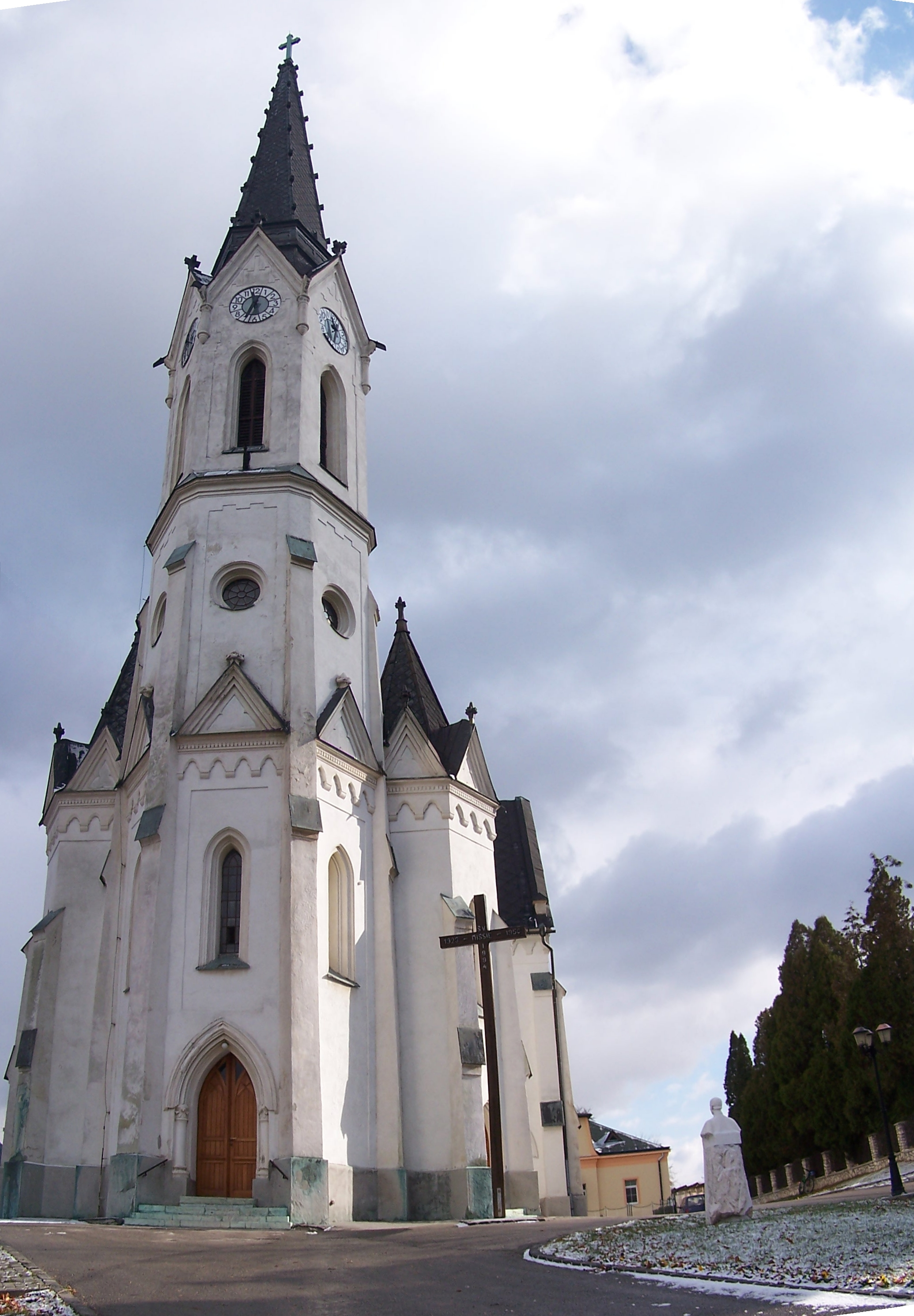
exteriér kostela s hlavním vstupem
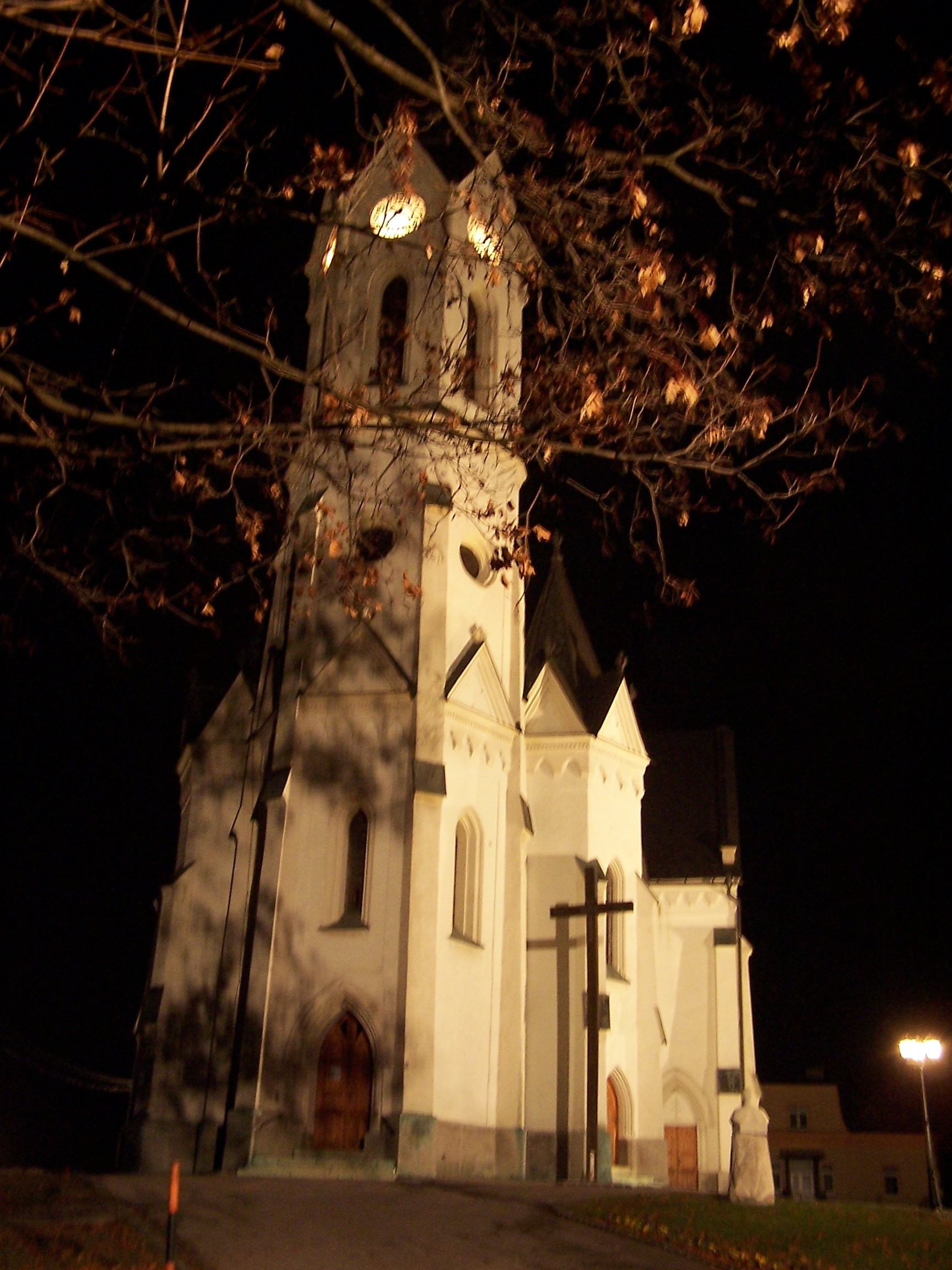
kostel v noci